# Shine a Light (Bryan Adams)
| Recensione               | Giudizio   |
| ------------------------ | ---------- |
| Kleine Zeitung           | favorevole |
| Mittelbayerische Zeitung | favorevole |
| The Irish News           | [ 4 ]      |
| Stack Entertainment      | favorevole |
| Daily Mail               | [ 6 ]      |
| Rockol                   | [ 7 ]      |

Shine a Light è il quattordicesimo album in studio del cantautore canadese Bryan Adams, pubblicato il 1º marzo 2019.

## Descrizione
Questo album, realizzato quattro anni dopo il precedente lavoro in studio Get Up, fa seguito al best of-compilation Ultimate e al musical Pretty Woman - The Musical, al momento in scena a Broadway, basato sul film del 1990 Pretty Woman, con musica e testi di Adams e Jim Vallance.
Shine a Light contiene 12 brani: 11 inediti più la cover Whiskey in the Jar (per le versioni su CD, MC e MP3), mentre nella versione LP le cover sono due, ovvero I Hear You Knocking (inserita in sostituzione del brano The Last Night on Earth) e la stessa Whiskey in the Jar.

Adams ha iniziato a scrivere il brano Shine a Light nell'estate del 2018, dopo che entrambi i suoi genitori sono stati ricoverati in ospedale,
(Bryan Adams)
 ha debuttato in prima assoluta il 17 gennaio 2019 sulla emittente radiofonica britannica BBC Radio 2 e sul canale ufficiale YouTube.È la title track dell'album, è stata scritta insieme a Ed Sheeran.
Il 14 febbraio 2019 ha debuttato il secondo singolo estratto dall'album, That's How Strong Our Love Is, in duetto con Jennifer Lopez.
(Bryan Adams)

## Pubblicazione e riscontro
L'album è stato pubblicato il 1º marzo 2019 in tutto il mondo. Nella prima settimana dalla sua pubblicazione ha raggiunto la vetta delle classifiche in Canada, con 44 000 copie vendute, il suo precedente n°1 in Canada risale all'album Tracks of My Years pubblicato nell'ottobre 2014; questo è il suo 11º disco nella top ten e il 5º album in cima alle classifiche del Canada; la seconda posizione nel Regno Unito,con 16 684 copie vendute, è il suo 10º album ad entrare nella UK top-ten albums, debutto in seconda posizione anche in Svizzera,è il suo 15º album ad entrare nella prime 10 posizioni della classifica Svizzera, seconda posizione in Austria, seconda posizione raggiunta nella Top 40 degli album più venduti in Nuova Zelanda; la terza posizione in Germania.
Shine a Light ha debuttato alla posizione numero 5 nella Global Chart Album Top 40 con 84 000 copie vendute.

## Tournée
Il 25 febbraio 2019, è partito dalla The SSE Arena di Belfast il Shine a Light Tour tour mondiale a supporto dell'album.
Il partner logistico ufficiale del tour è stato affidato alla compagnia di trasporti DHL. Da sempre Adams è particolarmente attento alle questioni ambientali, e con il supporto di DHL, si è impegnato a piantare un albero per ogni biglietto venduto nel tour mondiale, per una stima di circa un milione di alberi.

## Tracce

### Versioni CD, MC, MP3
1. Shine a Light – 3:26 (Bryan Adams, Ed Sheeran)
2. That's How Strong Our Love Is (feat. Jennifer Lopez) – 3:32 (Adams, Jim Vallance)
3. Party Friday Night, Party Sunday Morning – 3:13 (Adams, Gretchen Peters)
4. Driving Under the Influence of Love – 2:39 (Adams, Vallance)
5. All or Nothing – 2:59 (Adams, Eliot Kennedy)
6. No Time for Love – 2:04 (Adams, Peters)
7. I Could Get Used to This – 1:49 (Adams, Vallance)
8. Talk to Me – 3:05 (Adams, Phil Thornalley)
9. The Last Night on Earth – 3:07 (Adams, Thornalley)
10. Nobody's Girl – 2:44 (Adams, Vallance)
11. Don't Look Back – 3:29 (Adams, Vallance)
12. Whiskey in the Jar – 3:46 (Musica tradizionale irlandese)

Bonus Tracks - Edizione giapponese
1. I Hear You Knocking – 3:55 (Dave Bartholomew)

### Side 1
1. Shine a Light – 3:26 (Bryan Adams, Ed Sheeran)
2. That's How Strong Our Love Is (feat. Jennifer Lopez) – 3:32 (Adams, Jim Vallance)
3. Party Friday Night, Party Sunday Morning – 3:13 (Adams, Gretchen Peters)
4. Driving Under the Influence of Love – 2:39 (Adams, Vallance)
5. All or Nothing – 2:59 (Adams, Eliot Kennedy)
6. No Time for Love – 2:04 (Adams, Peters)

### Side 2
1. I Could Get Used to This – 1:49 (Adams, Vallance)
2. Talk to Me – 3:05 (Adams, Phil Thornalley)
3. I Hear You Knocking – 3:55 (Dave Bartholomew)
4. Nobody’s Girl – 2:44 (Adams, Vallance)
5. Don’t Look Back – 3:29 (Adams, Vallance)
6. Whiskey in the Jar – 3:46 (Musica tradizionale irlandese)

## Formazione
Di seguito sono elencati i musicisti che hanno suonato nel disco e il personale che ha collaborato alla sua realizzazione:

### Musicisti
- Bryan Adams — Voce, Chitarra acustica, Chitarra elettrica, Basso, Percussioni, Armonica a bocca, Tastiere
- Jennifer Lopez — Voce in That’s How Strong Our Love Is
- Jim Vallance — Tamburello, Cori, Chitarra
- Gary Breit — Pianoforte, Organo Hammond
- Mickey Curry — Batteria
- Keith Scott — Chitarra elettrica
- Phil Thornalley — Basso, Slide guitar,
- Johan Carlsson — Basso, Tastiere
- Mattias Bylund — Tastiere
- David Bukovinszky — Violoncello
- Mattias Johansson — Violino
- Rusty Anderson — Chitarra elettrica
- Lyle Workman — Chitarra elettrica
- Josh Freese — Batteria
- Tom Meadows — Batteria
- Pat Steward — Batteria
- Jamie Edwards — Tastiere
- Abe Laboriel Jr. — Batteria
- Paul Bushnell — Basso

### Arrangiamenti
- Brian Downey — arrangiamenti
- Bryan Adams — arrangiamenti
- Eric Bell — arrangiamenti
- Philip Lynott — arrangiamenti

### Produzione
La maggior parte dei brani dell'album sono stati co-prodotti dallo stesso Adams e Bob Rock. La title track Shine a Light e Whiskey in the Jar sono state prodotte da Adams.
— con Bob Rock:
- "Part Friday Night, Part Sunday Morning"
- "Driving Under the Influence of Love"
- "All or Nothing"
- "No Time for Love"
- "Talk to Me"
- "Nobody's Girl"
- "Don't Look Back"
- "I Hear You Knocking"

— con Johan Carlsson:
- "That's How Strong Our Love Is"

— con Phil Thornalley:
- "The Last Night on Earth"

- con Jim Vallance
- "I Could Get Used to This"

### Personale aggiuntvo
- Michael Freeman,  Șerban Ghenea,  Adam Greenholtz, Bob Rock, Dominick Civiero, Phil Thornalley,  Derik Lee — mixaggio
- Hayden Watson, Matt Harvey, Johan Carlsson, Jim Vallance, Trevor Muzzy, Mattias Bylund, Eric Helmkamp,  Adam Greenholtz, Matt Harvey, Ryan Enockson, Phil Thornalley, Hayden Watson — ingegneri della Registrazione
- Bob Ludwig — mastering
- Sandee Bathgate — coordinamento della produzione
- Dirk Rudolph — design
- Bryan Adams — fotografie
- Bryan Gallant —  Manager di produzione
- Bruce Allen — Management

## Classifiche

### Classifiche settimanali
| Classifica (2019)         | Posizione massima |
| ------------------------- | ----------------- |
| Australia                 | 7                 |
| Austria                   | 2                 |
| Belgio (Fiandre)          | 10                |
| Belgio (Vallonia)         | 43                |
| Canada                    | 1                 |
| Francia                   | 147               |
| Germania                  | 3                 |
| Irlanda                   | 50                |
| Nuova Zelanda             | 2                 |
| Paesi Bassi               | 37                |
| Polonia                   | 47                |
| Portogallo                | 13                |
| Regno Unito               | 2                 |
| Regno Unito (downloads)   | 9                 |
| Regno Unito (physical)    | 2                 |
| Repubblica Ceca           | 32                |
| Scozia                    | 2                 |
| Spagna                    | 16                |
| Stati Uniti (digital)     | 65                |
| Stati Uniti (independent) | 14                |
| Svizzera                  | 2                 |

### Classifiche di fine anno
| Classifica (2019) | Posizione massima |
| ----------------- | ----------------- |
| Canada            | 48                |

## Riconoscimenti
| Anno | Evento      | Categoria                            | Risultato       |
| ---- | ----------- | ------------------------------------ | --------------- |
| 2020 | Juno Awards | Album of the Year                    | Candidato/a     |
| 2020 | Juno Awards | Adult Contemporary Album of the Year | Vincitore/trice |
| 2020 | Juno Awards | Artist of the Year                   | Candidato/a     |